# Erica platycodon
Espèce
Classification phylogénétique
Erica platycodon est une espèce végétale de la famille des Ericaceae. C'est une bruyère arborescente endémique à Madère et aux îles Canaries

## Synonymes
- Erica scoparia subsp. platycodon (Webb & Berthel.) A.Hansen & G.Kunkel
- Erica scoparia subsp. maderincola D.C.McClint.
- Erica scoparia var. platycodon Webb & Berthel.

## Sous-espèces
- E. platycodon subsp. maderincola (D.C.McClint.) Rivas Mart., Capelo, J.C.Costa, Lousã, Fontinha, R.Jardim & M.Seq., endémique à Madère.
- E. platycodon subsp. platycodon, endémique à Tenerife, El Hierro et La Gomera aux Canaries.

## Description
Arbuste persistant de 4 à 6 mètres de haut, très ramifié dès la base. Feuilles décussées-subverticillées. Limbe rigide, vert foncé, presque sessile, jusqu'à 1,5 cm de long et 2,5 mm de large ; marge enroulée vers le bas. Petites fleurs en forme de cloche, rose rougeâtre, disposées à l'aisselle des feuilles en position subterminale des nouvelles branches. 